# Muralla Urbana de Sabiote
La Muralla Urbana de Sabiote, (provincia de Jaén), forma el recinto amurallado de la villa.

## Descripción
La zona artística y arquitectónica digna de conservación de Sabiote se encuentra dentro del recinto amurallado. Sobresalen en el mismo las murallas, el castillo, la iglesia parroquial, el barrio del Albaicín, que cubre la casi totalidad del recinto amurallado, y edificios y portadas de mayor empaque y señorío diseminados en el conjunto, testigos de la importancia que en pasados siglos alcanzó la villa.
La muralla permanece casi entera, aunque en muchos de sus tramos se han adosado viviendas. Uno de los lienzos que mejor se conserva es el que acaba en el Arco de los Santos, arco de medio punto sobre el que se levanta un lienzo de mampostería, rematado por merlones muy bien conservados, y unido a un cubo de planta cuadrada rematado también por merlones. La fábrica es de sillares en las esquinas y mampostería en los entrepaños.
Del castillo, que llegó a ser una de las más inexpugnables fortalezas de su tiempo, sólo subsisten los muros exteriores y los cubos y torreones.

## Historia
Históricamente la villa de Sabiote, en la provincia de Jaén se remonta a la época romana como una de las colonias del convento jurídico de Cartagena. Reconquistada en tiempos de Fernando III el Santo, éste la tuvo en señorío o heredamiento; pasó después a depender de la órdenes militares. Alfonso X le dio el título de "muy leal"; Sancho IV la incorporó a la Corona de Castilla y León. Los Reyes Católicos, en premio a los servicios prestados por sus naturales en la conquista de Granada, le concedieron notables privilegios, y finalmente, reinando Carlos V pasó a ser señorío de la familia de los Cobos.